# Arena Joe Strummer
L'Arena Joe Strummer (precedentemente denominata Arena Parco Nord) è un anfiteatro naturale situato a Bologna.
È usato principalmente per concerti all'aperto. L'anfiteatro è servito come luogo per ospitare i festival musicali MTV Days dal 1998 al 2006,
l'Independent Days Festival dal 1999 al 2012, il Flippaut Festival dal 2003 al 2005, il Sonic Park, la cui prima edizione si è tenuta nel 2019 e le edizioni del Gods Of Metal del 2004, 2005, 2008 e di nuovo nel 2023. Ha anche ospitato parte del tour europeo dei Monsters of Rock nel 1990.
Il 4 luglio 2013 il comune di Bologna intitolò l'Arena a Joe Strummer, che proprio in questa location si esibì in uno dei suoi ultimi concerti nel 1999 con la sua band Joe Strummer and the Mescaleros. La giornata venne celebrata all'interno dello Strummer Live Festival realizzato dal 3 al 5 luglio.